# Sándor Reményik

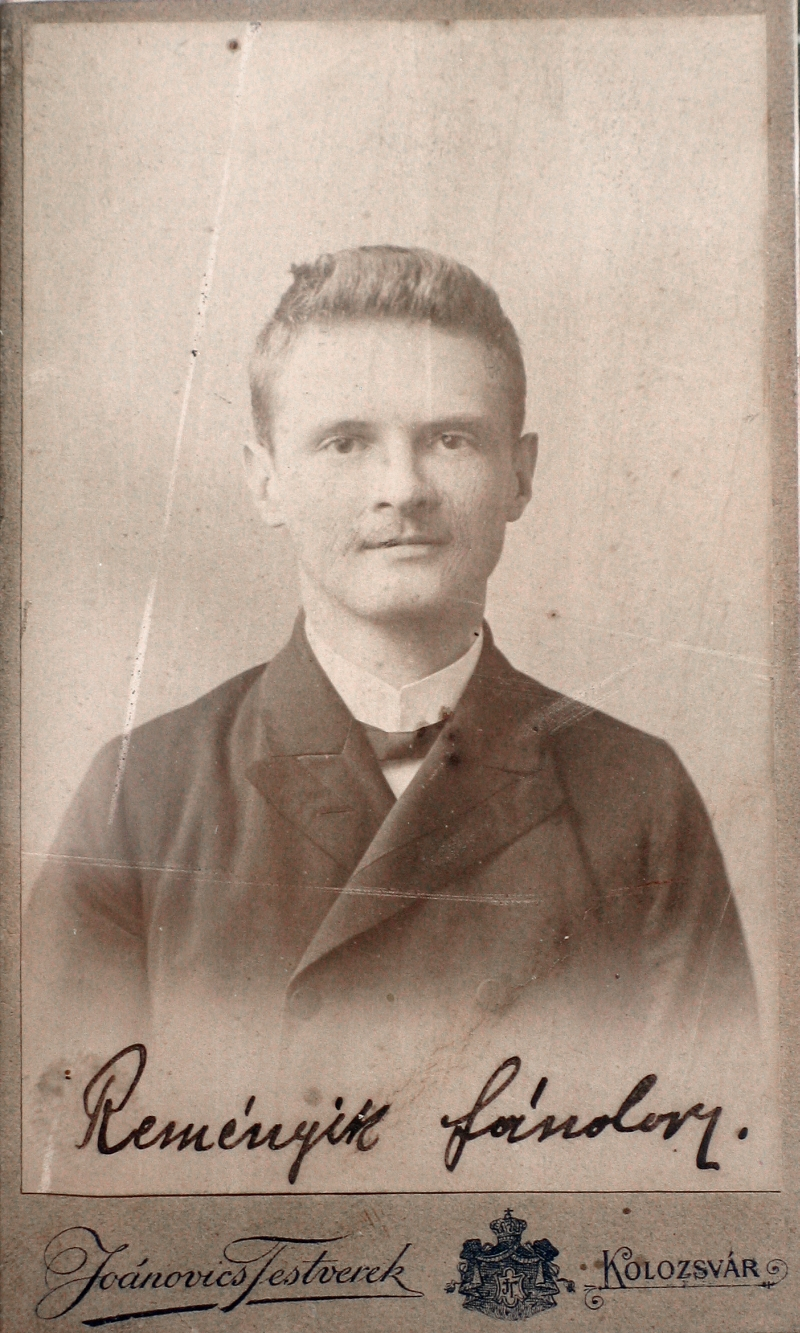
Sándor Reményik

Sándor Reményik (* 30. August 1890 in Klausenburg; † 24. Oktober 1941 ebenda) war ein ungarischer Dichter der Zeit zwischen den beiden Weltkriegen.

## Leben
Sándor Reményik absolvierte die Schule in Klausenburg. Hier begann er auch das Jura-Studium, aber wegen einer Augenkrankheit schloss er es nicht ab. Er lebte von seinem Erbe und der Schriftstellerei. Seine ersten Gedichte waren Mindhalálig (‚Bis zum Tod‘) 1918 und Végvári versek (‚Gedichte von Végvár‘) 1918–1921, 1921. Diese Gedichte wurden schon bald volkstümlich. In den 1920er Jahren spiegelten seine Gedichte den „Transsilvanismus“. Seine Verse enthalten Naturbilder, philosophische Fragen und Humor. Darin spielt der Symbolismus eine bedeutende Rolle.
Seine Gedichte wurden in verschiedene Sprachen übersetzt: Englisch, Tschechisch, Französisch, Polnisch, Deutsch, Italienisch, Rumänisch, Schwedisch und Slowakisch.

## Werke (Gedichtbände)
- Mindhalálig, 1918.
- Fagyöngyök, Kolozsvár, 1918.
- Csak így (Nur so), Kolozsvár, 1920.
- Végvári versek, 1921.
- Vadvizek zúgása, Kolozsvár, 1921.
- A műhelyből (Aus der Werkstatt), Kolozsvár, 1924.
- Egy eszme indul, Kolozsvár, 1925.
- Atlantisz harangoz (Atlantis läutet Glocken), Kolozsvár, 1927.
- Szemben az örökméccsel, Kolozsvár, 1930.
- Kenyér helyett válogatás és újabb versek, Kolozsvár, 1932.
- Romon virág, Kolozsvár, 1935.
- Magasfeszültség, Kolozsvár, 1940.
- Összes versei, 1941.
- Egészen, (hátrahagyott versek-posztumusz kötet) 1942.
- Összes versei, Bp. 1944.
- Havasi feszület (Hunyadi Csaba Zsolt válogatása), 2005.